# Basilobelba retiaria
Basilobelba retiaria är en kvalsterart som först beskrevs av Warburton 1912.  Basilobelba retiaria ingår i släktet Basilobelba och familjen Basilobelbidae.

## Underarter
Arten delas in i följande underarter:
- B. r. retiaria
- B. r. symmetrica